# Budgie (gruppo musicale)
I Budgie sono un gruppo heavy metal formato nel 1967 a Cardiff in Galles, nel Regno Unito.

## Storia
Formatisi nel 1967, la formazione originale era costituita da Burke Shelley (nato il 10 aprile 1947) al basso e alla voce; Anthony "Tony" James Bourge (nato il 24 novembre 1948) alle chitarre e alla voce; e Raymond "Ray" Phillips (nato il 1º marzo 1949) alla batteria, tutti di Tiger Bay, Cardiff, South Glamorgan, Galles.
Nonostante la non eclatante popolarità, il vasto panorama hard rock e heavy metal degli ultimi venti anni deve molto alla band gallese. I Budgie adottarono infatti uno stile musicale veloce e pesante (si ascoltino, ad esempio, canzoni come Breadfan e Napoleon Bona-Part 1&2), precursore di un suono che sarà ripreso qualche anno più tardi dagli Iron Maiden, dai Judas Priest e da altre band del movimento New Wave of British Heavy Metal.
Il loro omonimo album di debutto, Budgie caratterizzato da un heavy metal blueseggiante, fu inciso presso i Rockfield Studios dall'allora produttore dei Black Sabbath Rodger Bain, e venne pubblicato nel 1971, seguito a ruota da Squawk nel 1972.
Il terzo album, Never Turn Your Back on a Friend (1973), assicurò alla band un posto d'onore nella storia del rock, contenendo al suo interno la loro canzone al giorno d'oggi probabilmente più conosciuta: Breadfan, reinterpretata anche dai Metallica nell'album Garage Inc. e la lunga suite Parents.
Il batterista Ray Philips lasciò la band prima dell'incisione del quarto album In for the Kill, e venne sostituito da Peter "Pete" Charles Boot. L'album uscì nel 1974, e anche la canzone Crash Course in Brain Surgery è stata reinterpretata dai Metallica. Verso la fine dello stesso anno, un ulteriore avvicendamento alla batteria vide subentrare Steve Williams per l'album Bandolier (1975). Nel 1978 uscì l'LP Impeckable e Tony Bourge lasciò il gruppo; la musica dell'album venne utilizzata nel film del 1979 J- Men Forever.
In sostituzione di Bourge il chitarrista "Big" John Thomas si unì al gruppo, e in seguito i Budgie si unirono a cavalcare l'ondata musicale della New Wave of British Heavy Metal, fino al 1982, facendo addirittura da headliner al Festival di Reading di quell'anno (l'anno precedente suonarono in tale manifestazione con i Whitesnake come headliner). Ebbero un particolare seguito in Polonia, dove suonarono come prima band heavy metal oltre la Cortina di Ferro nel 1982. Di rilievo fu anche il loro tour assieme a Ozzy Osbourne nel 1984.
La band smise di suonare dal vivo nel 1988, quando i componenti tornarono in studio per produrre e occasionalmente comparivano come guest star in altri progetti. "Big" John Thomas partecipa nell'album Phenomena con Glenn Hughes. Thomas abbandonò il gruppo nel 2001, dopo che avevano condotto da headliner il Welsh Legends of Rock Festival. Godendo ancora di popolarità in Texas, la band si riunì per delle singole date nel 1995, 1996 e nel 2000 per i festival "La Semana Alegre" a San Antonio, Texas. Tra il 2002 e il 2006, i Budgie intrapresero un altro tour, toccando prevalentemente il Regno Unito, l'America, e qualche data in europa, tra cui Svezia e Polonia.
Nel 2006 hanno ripreso nuovamente l'attività concertistica (per un totale 35 date) nel Regno Unito, in concomitanza con l'uscita di un loro nuovo album intitolato You're All Living in Cuckooland, il 7 novembre di quell'anno. Il 4 luglio 2007 Lees ha annunciato la sua dipartita dalla band.
L'attuale formazione vede al basso e alla voce Burke Shelley, Craig Goldy alla chitarra e Steve Williams alla batteria.

## Formazione

### Formazione attuale
- Burke Shelley - voce, basso (1967-1988, 1995-1996; 1999-2022)
- Craig Goldy - chitarra (2007-presente)
- Steve Williams - batteria (1974-1986, 1999-presente)

### Ex componenti
- Tony Bourge - chitarra (1967-1978)
- Rob Kendrick - chitarra (1978-1979)
- John "Big" Thomas - chitarra (1979-1988, 1995-1996, 1999-2002)
- Andy Hart - chitarra (2002-2003)
- Simon Lees - chitarra (2003-2007)
- Duncan Mackay - tastiera (1982)
- Ray Phillips - batteria (1967-1974)
- Pete Boot - batteria (1974)
- Jim Simpson - batteria (1986-1988)
- Robert "Congo" Jones - batteria (1995-1996)

## Discografia

### Album in studio
- Budgie (1971)
- Squawk (1972)
- Never Turn Your Back on a Friend (1973)
- In for the Kill (1974)
- Bandolier (1975)
- If I Were Brittania I'd Waive the Rules (1976)
- Impeckable (1978)
- Power Supply (1980)
- Nightflight (1981)
- Deliver Us From Evil (1982)
- You're All Living in Cuckooland (2006)

### Live
- Heavier Than Air - Rarest Eggs (1998)
- We Came, We Saw... (1998)
- Life in San Antonio (2002)
- Radio Sessions 1974 - 1978 (2005)
- The BBC Recordings (2006)

### Raccolte
- Best of Budgie (1975) uscito nel 1979 come The Original Budgie
- Best of Budgie (1981) uscito nel 1985 come Suicidal Homicidal
- Budgie (1982)
- An Ecstacy of Fumbling - The Definitive Anthology (1996)
- The Best of Budgie (1997)
- Out of the Cage into the Vault (2004)
- The Last Stage (2004)

### Altre release
- The Extreem - From Out Of The Sky - pre-Budgie fine anni '60, CD solo per il mercato giapponese (1999)
- Tredegar -  Tredegar con Tony Bourge and Ray Phillips (1986)
- Six Ton Budgie - Unplucked – band del batterista Ray Phillips (1995)
- Budgie And Beyond - 80's lavori solisti, out-takes, demo non pubblicate ~ Australian Fan Club "Sabre Dance" pubblicato su etichetta VSC (Gold CD) (1999)
- Six Ton Budgie - Ornithology v.1 – band del batterista Ray Phillips (1996)
- Booty's B-Sides - Boot 66 con l'ex-Budgie Pete Boot e altri artisti (2003)
- The Battle Of My Mind - Pete Boot e Andy Colley (guitar) (2006)

### Singoli e E.P.s (solo Regno Unito se non diversamente specificato)
- Crash Course In Brain Surgery / Nude Disintergrating Parachutist Woman 1971 MCA MK 5072
- Whiskey River / Guts 1972 MCA MK 5085
- Whiskey River / Stranded 1972 MCA MCA 2185 US release
- Zoom Club (Edit) / Wondering What Everyone Knows 1974 MCA 133
- I Ain't No Mountain / Honey 1975 MCA 175
- Smile Boy Smile / All At Sea 1978 A&M AMS 7342
- If Swallowed Do Not Induce Vomiting E.P. 1980 Active BUDGE 1
- Crime Against The World / Hellbender 1980 Active BUDGE 2
- Keeping A Rendezvous / Apparatus 1981 RCA BUDGE 3
- I Turned To Stone (Part 1) / I Turned To Stone (Part 2) 1981 RCA BUDGE 4
- Bored With Russia / Don't Cry 1982 RCA RCA 271